# Klaus Leckebusch
Klaus Leckebusch (* 7. Februar 1930 in Düsseldorf; † 16. Oktober 2013) war ein deutscher Rechtsanwalt.

## Werdegang
Leckebusch absolvierte eine Lehre zum Versicherungskaufmann und studierte gleichzeitig Betriebswirtschaftslehre, anschließend Rechtswissenschaften an der Universität Köln. Nach dem zweiten Staatsexamen war er als Strafrichter am Landgericht tätig. 1961 kam er als Geschäftsführer und Leiter der Zulassungsstelle für Wertpapiere an die Rheinisch-Westfälische Börse in Düsseldorf. Zudem war er von 1971 als Rechtsanwalt zugelassen. Vom 1. Juli 1976 bis 1991 war er Syndikus und Geschäftsführer der Bayerischen Börse und des Münchener Handelsvereins. In dieser Funktion prägte er den Finanzplatz München maßgeblich mit.

## Ehrungen
- Verdienstkreuz 1. Klasse der Bundesrepublik Deutschland